# Иван Сашов
Иван Сашов е български актьор и шеф-готвач.

## Биография
Иван Сашов Савов е роден на 23 април 1987 г. в Мокреш.
От началото на XXI век живее и работи в САЩ и Италия.
Участва във филмите „Сбогом, мамо“ с режисьор Мишел Бонев, „Зад кадър“ на Светослав Овчаров, документалната продукция на Би Би Си – „Герои и злодеи“.
През 2019 г. излиза от печат изданието „Гозбите у Северозапада“., изд. Фабер – ISBN 978-619-00-0923-8

## Филмография
- Assassin's Bullet (2011)
- L'enfant prodige (2010)
- Сбогом, мамо (2010)
- Зад кадър (2010)
- The Hills Run Red (2009)
- Универсален войник (2009)
- Герои и злодеи (2008)